# 秦義之
秦 義之（はた よしゆき）は日本の写真家。愛知県出身。

## 来歴
名古屋ビジュアルアーツを卒業後、赤坂スタジオ経てフリーランスとして活動。雑誌「Number」やアーティストのCDジャケット、広告を撮影するフォトグラファー。

## 作品集
- KNOCK NO SHIKATA　中日出版社
- 氣志團写真集BOYS BLABO　ソニーマガジンズ
- 谷中敦詩集　放浪のメモランダム　双葉社
- DJOZMA 真夜中の歩き方　ぴあ

## 写真展
- 2004年　ノックはどこから　BEAMS B-GALLERY
- 2010年　Side by Side　*秦淳司×秦義之　BEAMS B-GALLERY